# Artemisia absinthium
L'assenzio maggiore (nome scientifico Artemisia absinthium L., 1753) è una specie di pianta angiosperma dicotiledone della famiglia delle Asteraceae (sottofamiglia Asteroideae, tribù Anthemideae (Asian-southern African grade) e sottotribù Artemisiinae).

## Etimologia
L'etimologia del termine generico (Artemisia) non è sicura e sembra che derivi da Artemisia, consorte di Mausolo, re di Caria; ma anche, secondo altre etimologie, potrebbe derivare dalla dea della caccia (Artemide), oppure da una parola greca ”artemes” (= sano) alludendo alle proprietà medicamentose delle piante del genere Artemisia.  L'epiteto specifico (absinthium) deriva dal latino, il nome botanico col quale si chiamava questa pianta nell'antichità; prima ancora deriva dal greco antico “ἀψίνθιον” (apsinthion) con probabile riferimento alla natura amara della bevanda ricavata da questa pianta.

Il binomio scientifico attualmente accettato (Artemisia absinthium) è stato proposto da Carl von Linné (1707 – 1778) biologo e scrittore svedese, considerato il padre della moderna classificazione scientifica degli organismi viventi, nella pubblicazione ”Species Plantarum” del 1753.

## Descrizione

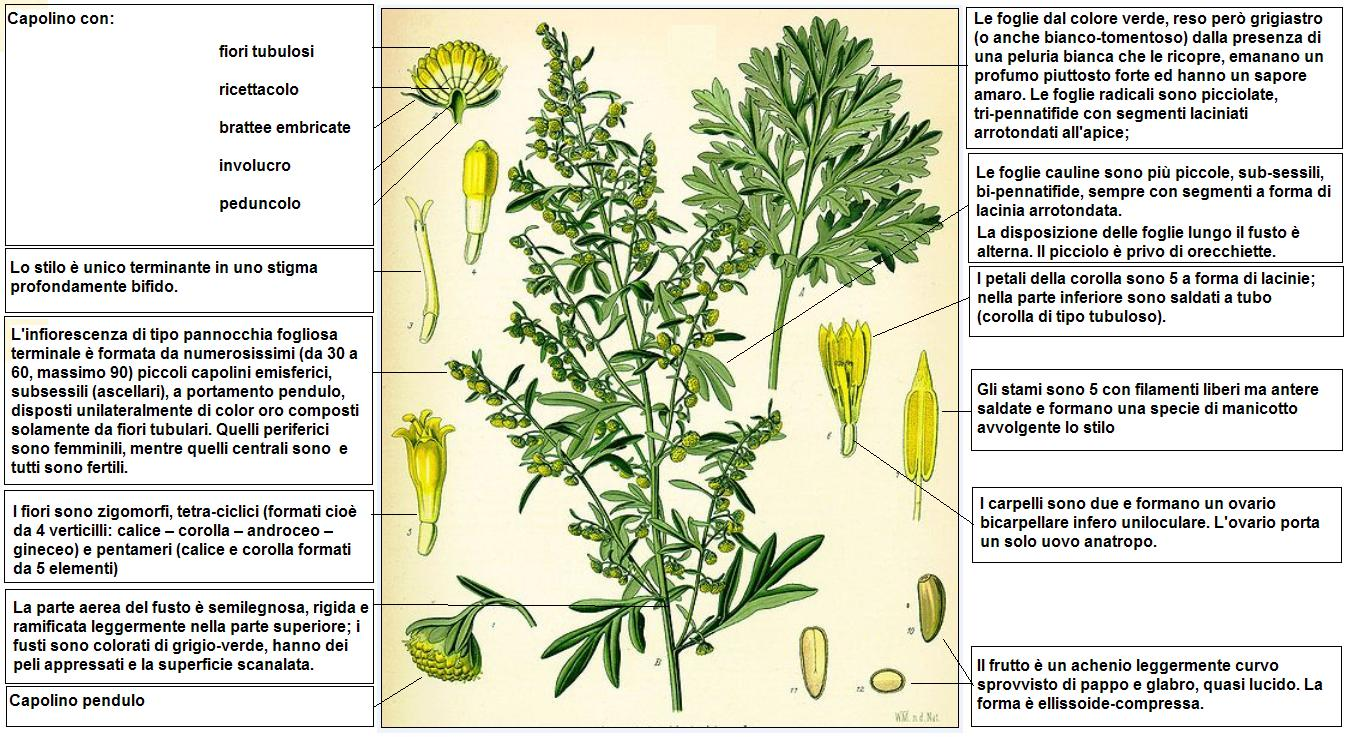
Descrizione delle parti della pianta

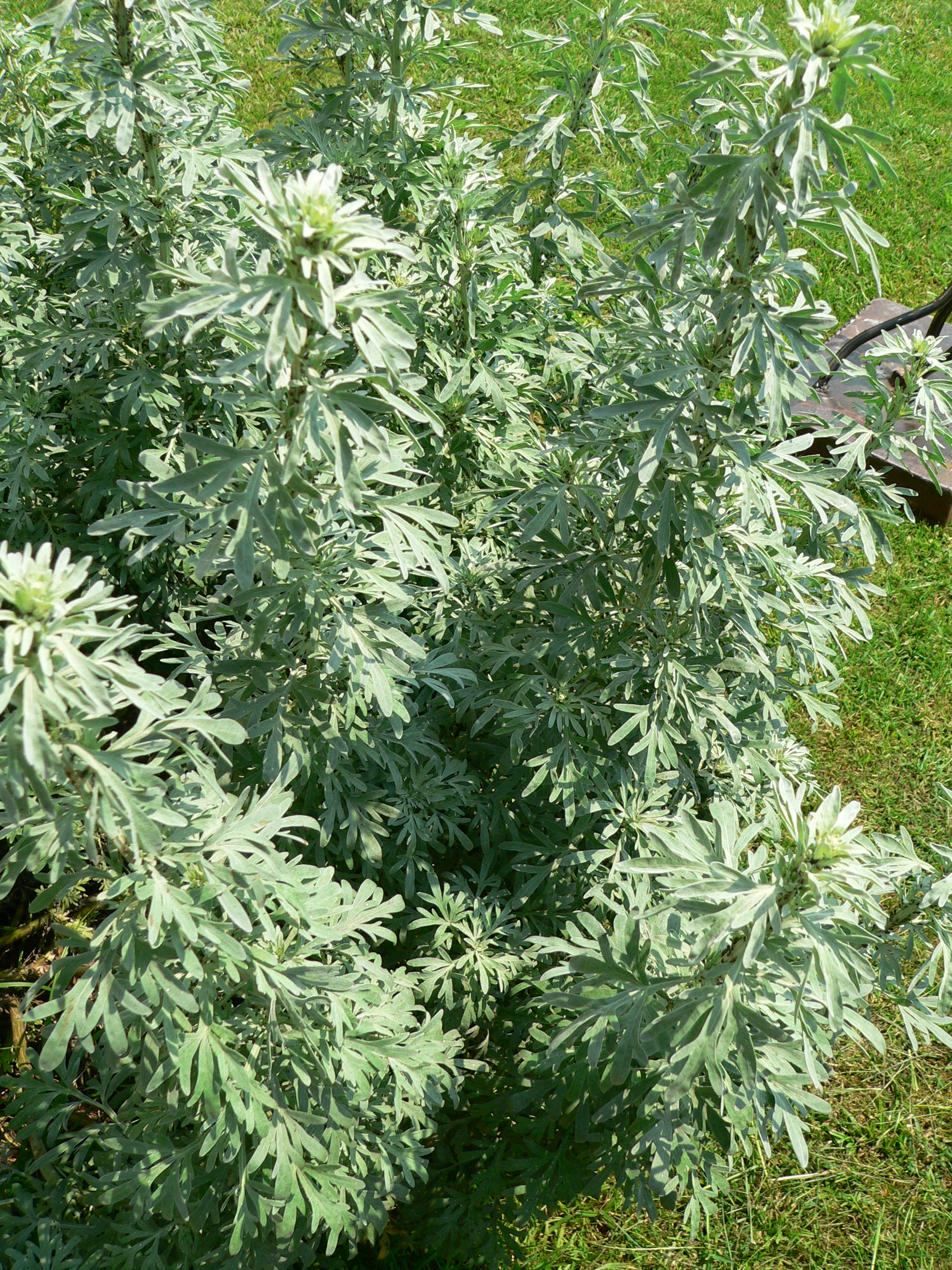
Il portamento

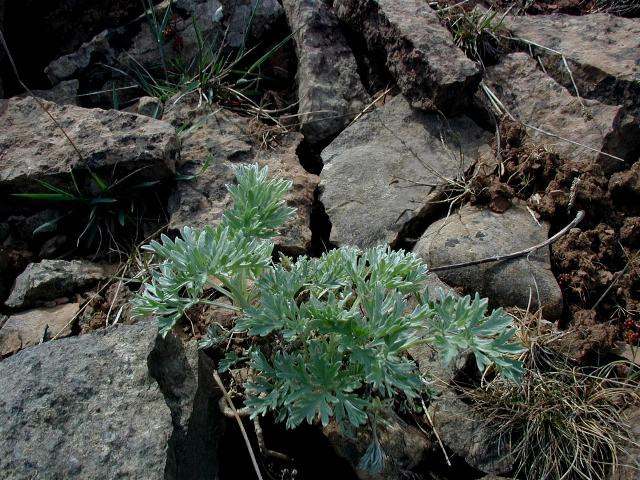
Le foglie

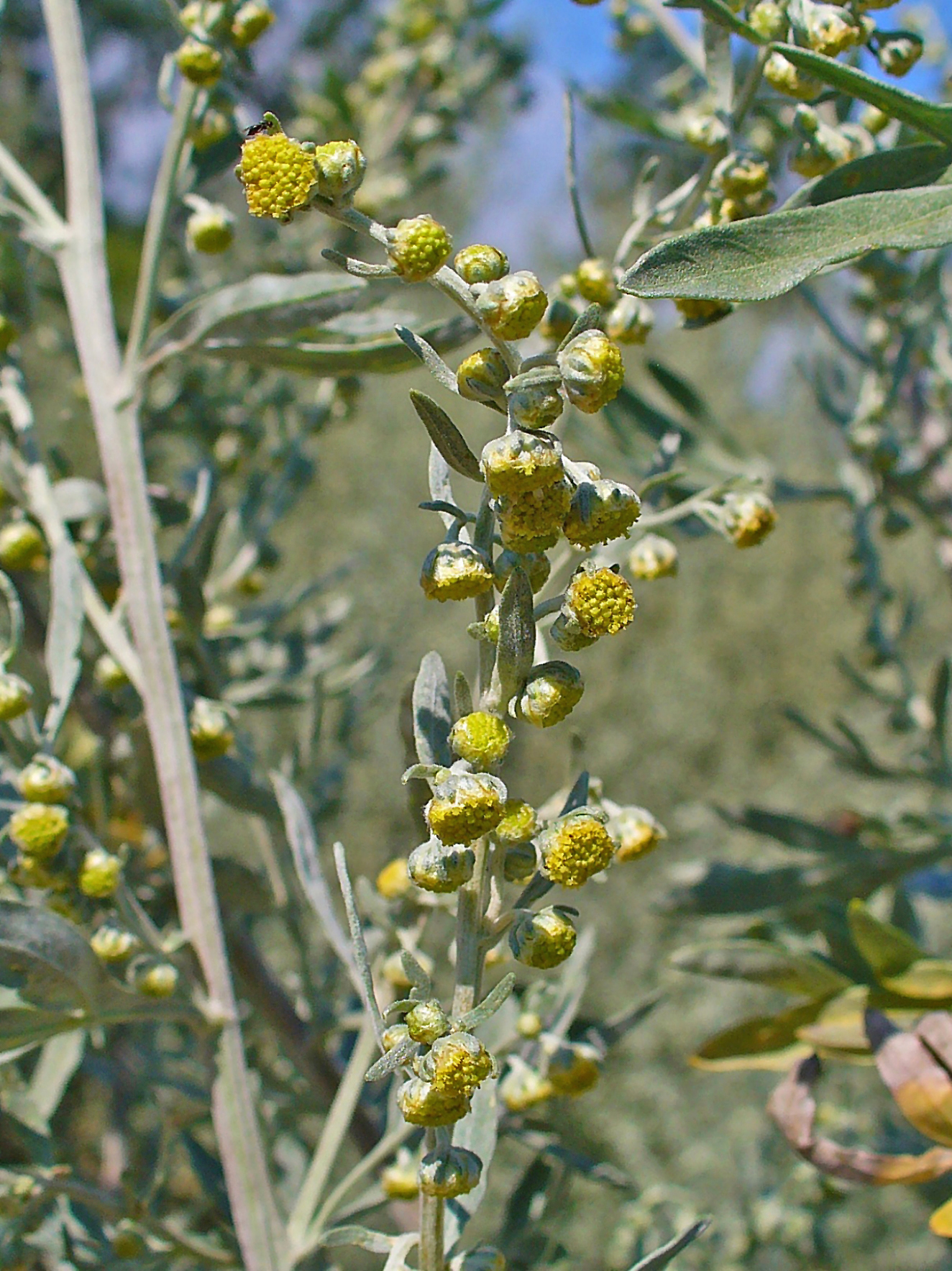
Infiorescenza

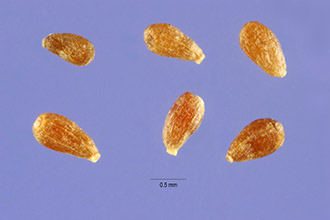
Gli acheni

Portamento. La specie di questa voce ha un habitus di tipo erbaceo perenne. La forma biologica è camefita suffruticosa (Ch suffr), sono piante perenni e legnose alla base, con gemme svernanti poste ad un'altezza dal suolo tra i 2 ed i 30 cm (le porzioni erbacee seccano annualmente e rimangono in vita soltanto le parti legnose). In alcuni casi vengono considerate anche emicriptofite scapose (H scap). Queste piante sono prive di lattice; contengono però oli eterei, lattoni sesquiterpenici (odorano di vermuth con un gusto amarissimo).
Radici. Le radici sono secondarie da rizoma.
Fusto. Altezza massima: 0,4 - 1,5 m.
- Parte ipogea: la parte sotterranea è un rizoma carnoso dal quale si dipartono fusti sterili e fioriferi.
- Parte epigea: le parti aeree dei fusti sono semi-legnose (cespuglietto), rigide e ramificati leggermente nella parte superiore e quasi per nulla in quella inferiore; i fusti sono colorati di grigio-verde; hanno dei peli appressati e la superficie scanalata.

Foglie. Le foglie dal colore verde, reso però grigiastro (o anche bianco-tomentoso) dalla presenza di una peluria bianca che le ricopre (peli a navetta). La disposizione delle foglie lungo il fusto è alterna. Il picciolo è privo di orecchiette. In genere le foglie dei fusti sterili sono picciolate, mentre le foglie dei fusti fiorali sono sessili e progressivamente ridotte.
- Foglie basali: le foglie radicali sono picciolate, tri-pennatifide con segmenti laciniati arrotondati all'apice. Lunghezza del picciolo: 5 - 10 cm.
- Foglie cauline: le foglie cauline sono più piccole (3 – 4 cm), sub-sessili, bi-pennatifide, sempre con segmenti a forma di lacinia arrotondata.

Infiorescenza. Le sinflorescenze sono di tipo a pannocchia fogliosa terminale è formata da numerosi piccoli capolini emisferici, subsessili (ascellari), a portamento pendulo, disposti unilateralmente di color oro. Le infiorescenze vere e proprie sono composte da un capolino di tipo disciforme contenente solamente fiori tubulosi. I capolini sono formati da un involucro, con forme cilindrico-ovoidali, composto da 2 a 20 brattee, al cui interno un ricettacolo fa da base ai fiori del disco (quelli del raggio qui sono assenti). Le brattee, con una forma oblungo-ellittica e a consistenza erbacea, sono disposte in modo più o meno embricato su più serie. Il ricettacolo è peloso ma nudo ossia senza pagliette a protezione della base dei fiori; la forma è piatta. Diametro dei capolini: 3 – 5 mm. Dimensione dell'infiorescenza: larghezza 2 – 15 cm; lunghezza 10 – 35 cm. Dimensione degli involucri: larghezza 3 – 5 mm; lunghezza 2 – 3 mm.
Fiori.  I fiori, da 30 a 60 per capolino, sono tetra-ciclici (formati cioè da 4 verticilli: calice – corolla – androceo – gineceo) e pentameri (calice e corolla formati da 5 elementi). Sono numerosi con forme brevemente tubulose (attinomorfe); sono ermafroditi. Possono essere divisi tra fiori solamente femminili (posti alla periferia - da 9 a 20) e fiori bi-sessuali (posti al centro - da 30 a 50) o funzionalmente maschili. 
- Formula fiorale:

*/x K {\displaystyle \infty }, [C (5), A (5)], G 2 (infero), achenio
- Calice: i sepali del calice sono ridotti ad una coroncina di squame.

- Corolla: le corolle dei fiori periferici sono affusolate con lembi più o meno ligulati o filiformi; le corolle di quelli più centrali sono pentalobate a forma deltata. Il colore della corolla è giallo-bruno. Dimensione della corolla: 2 mm.

- Androceo: l'androceo è formato da 5 stami (alternati ai lobi della corolla) sorretti da filamenti generalmente liberi e sottili; gli stami sono connati e formano un manicotto circondante lo stilo. Le antere possono essere sia di tipo basifissa che medifissa (ossia attaccate al filamento per la base – nel primo caso; oppure in un punto intermedio – nel secondo caso).[14] Questa caratteristica ha valore tassonomico in quanto distingue i generi gli uni dagli altri. Normalmente le antere variano da ottuse (arrotondate) a leggermente appuntite alla base (o anche caudate); in alcune specie le appendici sono triangolari, lineari o ellittiche. Il tessuto endoteciale (rivestimento interno dell'antera) non è polarizzato. Il polline è sferico con un diametro medio di circa 25 micron;  è tricolporato (con tre aperture sia di tipo a fessura che tipo isodiametrica o poro) ed è più o meno echinato (con punte sporgenti).

- Gineceo: l'ovario è infero uniloculare formato da 2 carpelli. Lo stilo (il recettore del polline) è profondamente bifido (con due stigmi divergenti) e con le linee stigmatiche marginali separate o contigue. I due bracci dello stilo hanno una forma troncata e possono essere papillosi o ricoperti da ciuffi di peli.

- Antesi: da agosto a settembre.

Frutti.  Il frutto è un achenio sprovvisto di pappo. La forma varia da ellissoide a obovoide ed è compressa ai lati. La parte apicale è rotondeggiante e priva di corona. Il pericarpo può possedere (oppure no) delle cellule mucillaginifere, mentre le sacche di resina sono assenti.

## Biologia
Impollinazione: tramite insetti (impollinazione entomogama tramite farfalle diurne e notturne).

Riproduzione: la fecondazione avviene fondamentalmente tramite l'impollinazione dei fiori.

Dispersione: i semi cadono a terra e vengono dispersi soprattutto da insetti come formiche (disseminazione mirmecoria). Un altro tipo di dispersione è zoocoria: gli uncini delle brattee dell'involucro (se presenti) si agganciano ai peli degli animali di passaggio che portano così i semi anche su lunghe distanze. Inoltre per merito del pappo (se presente) il vento può trasportare i semi anche per alcuni chilometri (disseminazione anemocora).

## Distribuzione e habitat

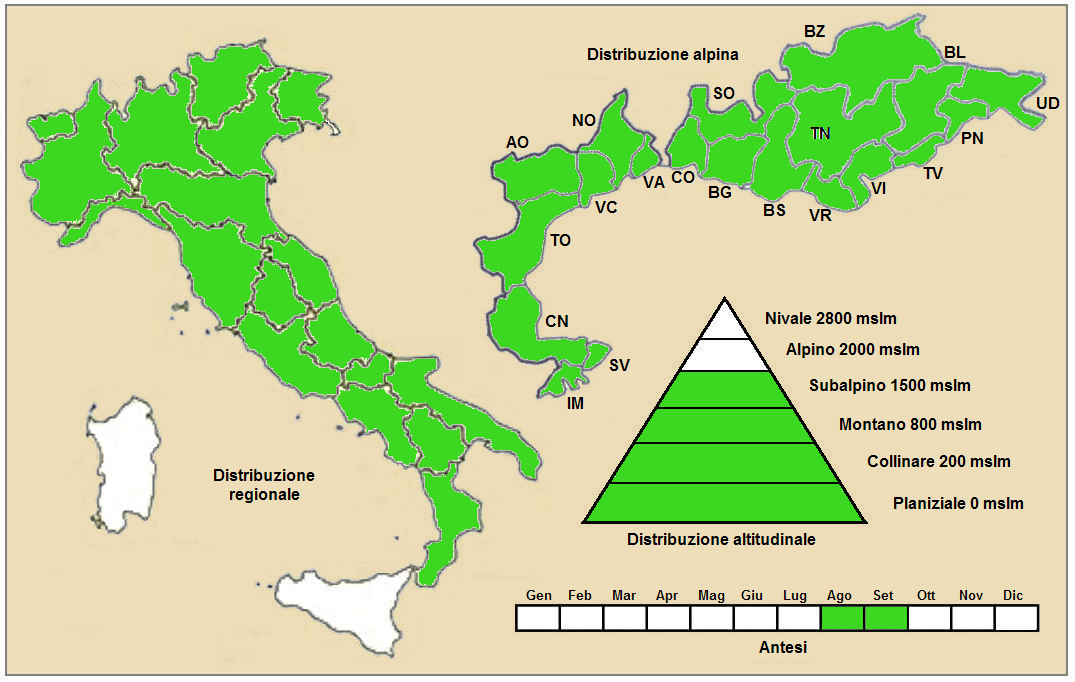
Distribuzione della pianta (Distribuzione regionale – Distribuzione alpina)

Geoelemento: il tipo corologico (area di origine) è Est-Mediterraneo o anche Eurasiatico divenuto poi Sub-Cosmopolita. Secondo alcuni la probabile origine è nell'Europa centro-meridionale; per Pignatti, considerando che questa pianta era nota già agli antichi Egizi e ai Greci, potrebbe essere il Vicino Oriente.
Distribuzione: l'assenzio spesso si trova coltivato in quasi tutte le parti temperate del mondo (Europa, Asia temperata, Africa del Nord, America settentrionale e Cile). In Italia è comune ovunque (incluse le isole e la Pianura Padana). È presente su tutti i rilievi europei ad esclusione delle Alpi Dinariche.
Habitat: è una pianta comune sui muri e nelle vicinanze dei centri abitati delle regioni montane e submontane; ma anche presso incolti aridi e siepi. Anche se la sua introduzione in Italia e quindi la sua naturalizzazione è datata da lungo tempo (prima ancora dei Romani), si ha l'impressione che sia incapace di amalgamarsi con la vegetazione naturale. Il substrato preferito è sia calcareo che siliceo con terreno a pH basico, alti valori nutrizionali e secco.
Distribuzione altitudinale: sui rilievi alpini queste piante si possono trovare fino a 1100 m s.l.m.; frequentano quindi i seguenti piani vegetazionali: collinare, montano e subalpino.

## Fitosociologia

### Areale alpino
Dal punto di vista fitosociologico alpino la specie di questa voce appartiene alla seguente comunità vegetale:
Formazione: delle comunità perenni nitrofile
Classe: Artemisietea vulgaris
Ordine: Onopordetalia acanthii

### Areale italiano
Per l'areale completo italiano la specie di questa voce appartiene alla seguente comunità vegetale:
Macrotipologia: vegetazione erbacea sinantropica, ruderale e megaforbieti.
Classe: Artemisietea vulgaris
Ordine: Onopordetalia acanthii
Alleanza: Onopordion acanthii
Descrizione: l'alleanza Onopordion acanthii è relativa alle comunità antropiche (pioniere ruderali e nitrofile) formata dai grandi cardi (generi Onopordum, Carduus, Cirsium e altri) a ciclo biologico annuale, biennale o perenne con portamento a rosetta a fioritura tardo-invernale o estiva e con un microclima temperato (variabile da subcontinentale a submediterraneo). Il terreno sul quale si sviluppa questa comunità deve essere rimosso e non umido. La distribuzione di questa alleanza è soprattutto nell’Europa continentale (Ucraina, Ungheria e Monti Balcani) con diffusione in tutto il resto dell’Europa. In Italia l’alleanza è localizzata sulle Alpi e nelle porzioni subcontinentali degli Appennini.
Specie presenti nell'associazione: Ballota nigra, Artemisia vulgaris, Achillea millefolium, Artemisia absinthium, Carduus acanthoides, Carduus nutans, Elytrigia repens e Onopordum acanthium.
Altre alleanze e associazioni per questa specie sono:
- Artemisio absinthii-Agropyrion intermedii

## Sistematica
La famiglia di appartenenza di questa voce (Asteraceae o Compositae, nomen conservandum) probabilmente originaria del Sud America, è la più numerosa del mondo vegetale, comprende oltre 23.000 specie distribuite su 1.535 generi, oppure 22.750 specie e 1.530 generi secondo altre fonti (una delle checklist più aggiornata elenca fino a 1.679 generi). La famiglia attualmente (2021) è divisa in 16 sottofamiglie; la sottofamiglia Asteroideae è una di queste e rappresenta l'evoluzione più recente di tutta la famiglia.

### Filogenesi
Il gruppo di questa voce è descritto nella tribù Anthemideae, una delle 21 tribù della sottofamiglia Asteroideae). In base alle ultime ricerche nella tribù sono stati individuati (provvisoriamente) 4 principali lignaggi (o cladi); il genere  Artemisia (insieme alla sottotribù Artemisiinae) è incluso nel clade Asian-southern African grade.
Attualmente il genere, nell'ambito della flora spontanea italiana, è suddiviso in quattro sezioni e alcune sottosezioni. La specie di questa voce appartiene alla "Sezione II" (Absinthium) caratterizzata dai fiori del disco ermafroditi (i fiori periferici sono femminili), il ricettacolo pubescente e di tipo disciforme, l'indumento formato da peli medifissi, e alla "Sottosezione F" caratterizzata dalle foglie inferiori pennate, dal portamento cespuglioso (40 - 150 cm). Altra specie della stessa sezione: Artemisia arborescens L. (Assenzio arbustivo).
Più in generale (in base ad una analisi completa del genere) la specie di questa voce appartiene al sottogenere Absinthium  (Mill.) Less. (vedi "clade 7") caratterizzato da cicli biologici annuali, biennali o perenni con portamenti subarbustivi, foglie pennate, medie, sinflorescenze a pannocchie o racemi e capolini eterogami disciformi con ricettacolo pubescente oppure eterogami disciformi.
I caratteri distintivi della specie  Artemisia absinthium sono:
- l'altezza della pianta è elevata e forma un cespuglio;
- le lacinie delle foglie basali sono larghe 3 – 4 mm;
- il diametro dei capolini è di 3 – 5 mm.

Il numero cromosomico di A. absinthium è: 2n = 18.

### Sinonimi
Sono elencati alcuni sinonimi per questa entità:
- Absinthium officinale Brot.
- Absinthium vulgare  Lam.
- Artemisia pendula  Salisb.
- Absinthium bipedale  Gilib.
- Absinthium majus  Garsault
- Artemisia absinthia  St.-Lag.
- Artemisia absinthium f. argentea  (Aspegren ex Svanlund) Neuman
- Artemisia absinthium var. argentea  Aspegren ex Svanlund
- Artemisia absinthium var. insipida  Stechm.
- Artemisia albida  Willd. ex Ledeb.
- Artemisia arborescens var. cupaniana  Chiov.
- Artemisia arborescens f. rehan  (Chiov.) Chiov.
- Artemisia baldaccii  Degen
- Artemisia doonense  Royle
- Artemisia inodora  Mill.
- Artemisia kulbadica  Boiss. & Buhse
- Artemisia rehan  Chiov.
- Artemisia rhaetica  Brügger

### Specie simili
L'Artemisia insipida Vill. e l'Artemisia pancicii (Janka) Ronn sono piante molto simile all'Assenzio, ma sono completamente inodori. Si trovano comunque fuori dall'Italia.

## Usi

### Farmacia
Sulle proprietà medicamentose di questa pianta si hanno notizie che risalgono dall'antichità. Ve ne sono cenni anche nella Bibbia. Le funzioni associate all'assenzio sono: 
- cardiotonica
- analettica
- tonica (rafforza l'organismo in generale);
- digestiva;
- antinfiammatoria (attenua uno stato infiammatorio);
- antielmintica (elimina svariati tipi di vermi o elementi parassiti);
- antisettica (proprietà di impedire o rallentare lo sviluppo dei microbi);
- antispasmodica (attenua gli spasmi muscolari, e rilassa anche il sistema nervoso);
- colagoga (facilita la secrezione biliare verso l'intestino);
- stimolante (rinvigorisce e attiva il sistema nervoso e vascolare);
- stomachica (agevola la funzione digestiva);
- febbrifuga (abbassa la temperatura corporea);
- emmenagoga (regola il flusso mestruale);
- vermifuga (elimina i vermi intestinali).

La raccolta delle foglioline terminali e delle estremità fiorite, per scopi medicinali (e alimentari), avviene fra luglio e settembre. Inoltre i germogli freschi sono adatti a respingere gli insetti (pulci e tarme) e topi, mentre un infuso della pianta fa allontanare le lumache dagli orti (i composti lattoni sesquiterpenici sono fortemente insetticidi).

### Cucina
È il principale ingrediente nella preparazione del distillato che veniva usato in particolare da artisti europei ed americani e che fu poi bandito nel XIX secolo a causa dei sospetti gravi problemi d'assuefazione che causava questa bevanda; in realtà l'assuefazione era semplicemente dovuta all'elevato tasso alcolico del liquore, più che ai tujoni (monoterpeni). L'assenzio viene prodotto ancora oggi ma con minori quantità di tujone.
Viene anche usato nel classico tè Marocchino al posto della menta.

### Giardinaggio
Questa pianta va coltivata in zone abbastanza soleggiate con terreni mediamente argillosi e comunque ben drenati. Se il terreno è secco e mediamente ricco l'impianto riesce meglio.

## Principi attivi
I principi attivi sono presenti soprattutto nelle foglie, negli steli e nelle sommità fiorite della pianta, e sono tujone, absintina, anabsintina, artabsina, anabsina e anabsinina.

## Proprietà farmaco-tossicologiche
Dall'assenzio viene estratto un olio essenziale contenente lattoni sesquiterpenici quali absintina, anabsintina, artabsina, anabsina e anabsinina ai quali si possono ascrivere le proprietà farmacologiche della pianta. 
La tossicità dell'assenzio è invece attribuibile al monoterpene tujone e ai suoi metaboliti.
L'assenzio esercita inoltre un effetto protettivo nei confronti di insulti tossici a carico del fegato, che sembra essere parzialmente associato all'inibizione degli enzimi microsomiali epatici.
Uno studio effettuato sui ratti ha evidenziato che l'estratto crudo della pianta è in grado di esercitare sui roditori un'azione preventiva e curativa nei confronti del danno epatico indotto da paracetamolo e da tetracloruro di carbonio (CCl4), due modelli sperimentali di epatotossicità ampiamente utilizzati.

## Effetti collaterali da intossicazione
I sintomi associati ad intossicazione acuta sono rappresentati da:
- convulsioni (scariche neuronali corticali)
- ipotensione da vasodilatazione generalizzata
- diminuzione del ritmo cardiaco
- difficoltà respiratorie.
In passato (XIX e del XX secolo) si riteneva che l'abuso cronico di absinthe (il liquore a base di assenzio) fosse responsabile dell'insorgenza di “absintismo”, sindrome caratterizzata da una iniziale sensazione di benessere cui facevano seguito la percezione di allucinazioni ed un profondo stato depressivo; all'uso prolungato di assenzio venivano inoltre attribuiti l'insorgenza di convulsioni, la cecità, allucinazioni e deterioramento mentale. 
Recentemente è stato evidenziato che gli effetti tossici che si manifestano in seguito ad assunzione cronica non sono correlabili al solo contenuto di tujone nel liquore preparato secondo la ricetta tradizionale. 
Gli “effetti non desiderati” imputati nel tempo al tujone potrebbero in realtà derivare dall'abuso cronico di alcol contenuto nel liquore e dalla miscela di alcune erbe tossiche (Acorus calamus, Tanacetum vulgare) che venivano utilizzate come adulteranti del liquore, o ancora, dall'uso di adulteranti quali zinco o cloruro di antimonio.
Il tujone è potenzialmente neurotossico e, nonostante il basso contenuto di tujone presente nel liquore, sono documentati diversi casi clinici in cui viene riportato il manifestarsi di effetti avversi (attacchi epilettici) in individui che hanno assunto olio essenziale contenente tujone. In letteratura è riportato un caso clinico riferito ad un paziente ospedalizzato a causa di episodi convulsivi associati a rabdomiolisi, insufficienza renale e scompenso cardiaco congestizio, insorti a seguito dell'assunzione erronea di 10 ml di olio essenziale di assenzio. La sintomatologia è regredita insieme ad una normalizzazione dei parametri di laboratorio dopo 17 giorni di degenza.